# Перукар з Ейвбері

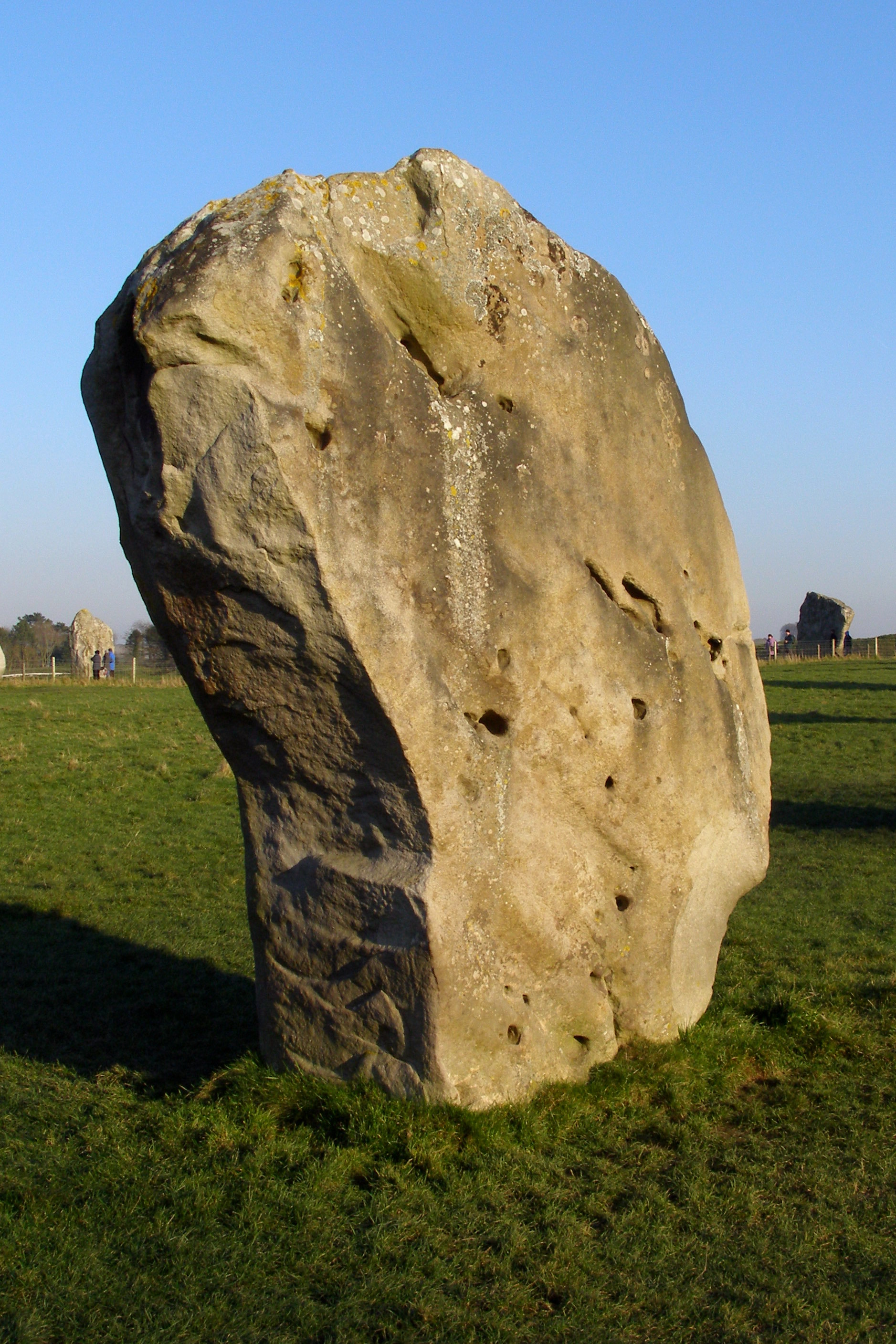
Відновлений камінь, під яким були виявлені останки цирульника

Перукар з Ейвбері, (англ. Barber surgeon of Avebury) — напівлегендарна особистість британського Середньовіччя, пов'язана з доісторичним пам'ятником Ейвбері в англійському графстві Вілтшир.

## Опис
Відповідно до місцевого переказу, в XIV ст. благочестивий мандрівник допомагав жителям Ейвбері зносити й закопувати язичницькі менгіри. У той час, як він підкопувався під один з менгірів, той перекинувся і впав, поховавши невдалого ревнителя віри під собою.
Археолог Олександр Кейлер підняв камінь в 1938 р. і виявив під ним людський скелет. Разом з тілом були виявлені різні предмети, в тому числі монети, ножиці і залізний щуп. Таким чином було встановлено, що загиблий за професією був цирульником (в Середньовіччі ця професія мала на увазі як перукарні, так і медичні послуги, аж до нескладних хірургічних операцій, тому відповідний англійський термін звучить як barber surgeon, букв. «Цирульник-хірург»).
Кейлер передав останки куратору музею при королівському хірургічному коледжі. Вважалося, що останки були втрачені під час бомбардувань в роки Другої світової війни, проте в 1998 р. вони були виявлені в запасниках і знову досліджені.
На черепі були виявлені сліди великої травми, яка піддавалася лікуванню, проте не виявлено слідів травматичної смерті. Таким чином, цирульник був радше похований під каменем, ніж убитий цим каменем, що, однак, не виключає настання смерті внаслідок асфіксії при здавленні живота і грудної клітки.